# Écuyer (cavalier)
Pour les articles homonymes, voir Écuyer.

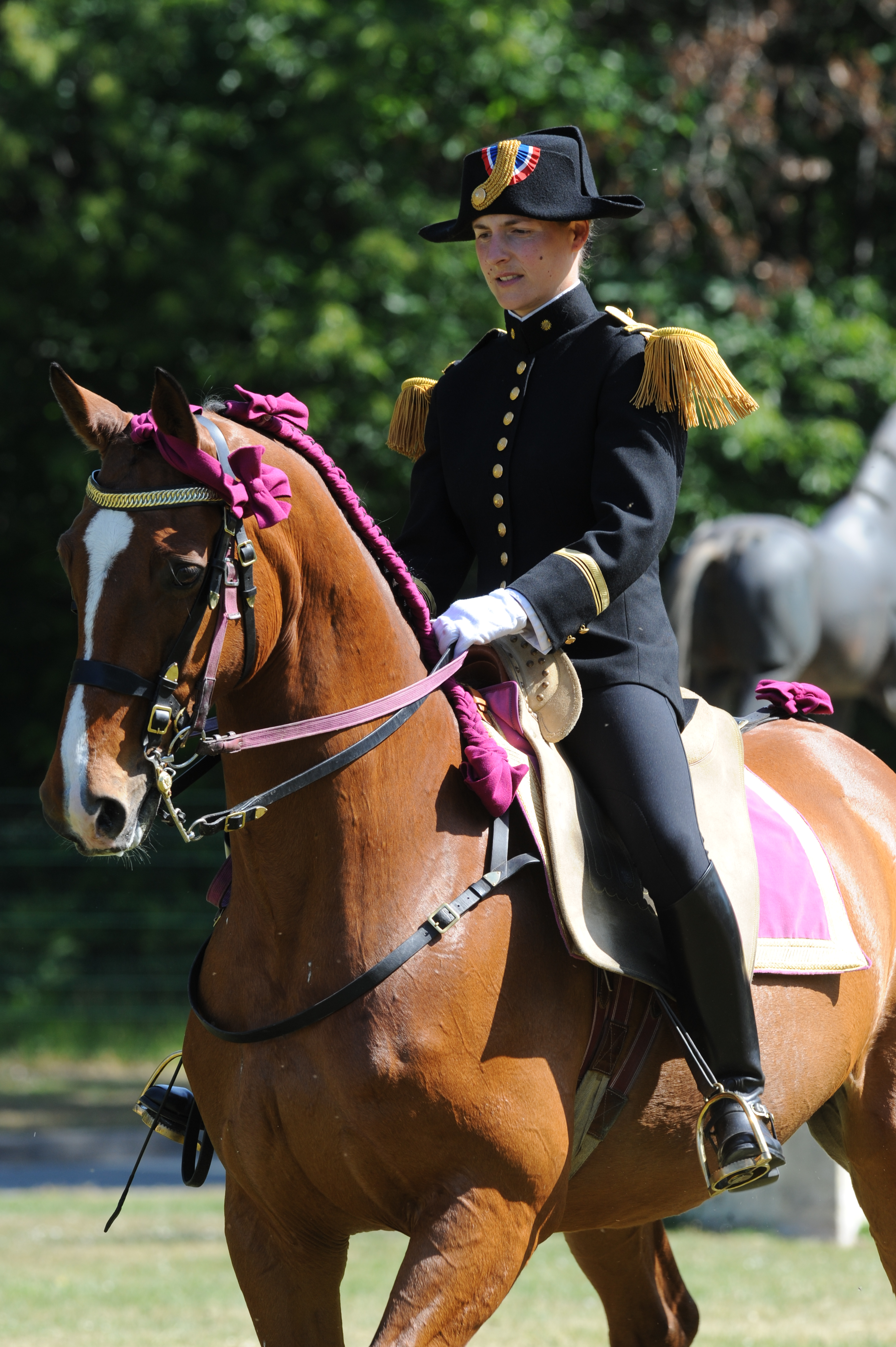
Écuyère du Cadre noir de Saumur.

Un écuyer est, dans le domaine équestre, un cavalier chargé d'enseigner l'équitation classique et de dresser les chevaux de manège, mais aussi de transmettre son savoir à ses élèves. Les grands traités insistent sur sa maîtrise du cheval, dont il fait ressortir le brillant. Le titre est employé par exemple pour désigner les cavaliers du Cadre noir de Saumur, ou encore ceux de l'école espagnole d'équitation à Vienne. Par extension, l'écuyer est aussi un cavalier qui monte en spectacle équestre, en particulier en spectacle de cirque. L'Académie du spectacle équestre de Versailles forme des écuyers de spectacle équestre.

## Définition

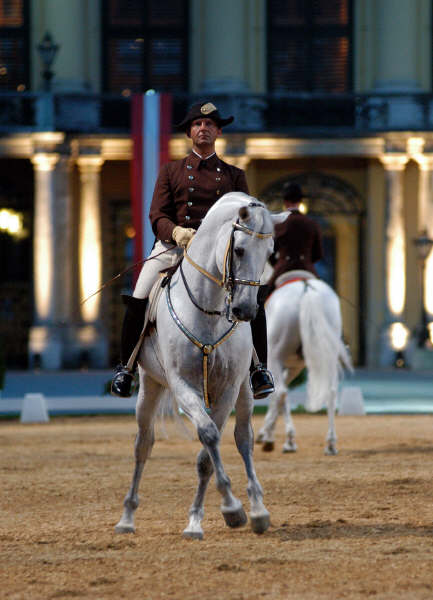
Écuyer de l'école espagnole d'équitation travaillant son Lipizzan, à Vienne.

François Baucher définit l'écuyer comme « l'homme qui sait dresser un cheval, le conduire avec précision, et rendre compte des moyens qui lui ont procuré ces résultats ». Le début de cette définition est repris par René Bacharach, qui y adjoint le fait que l'écuyer sache manier un cheval avec grâce et justesse, et soit capable de former de vrais hommes de cheval. Daniel Roche définit (2007) l'écuyer des sociétés ancienne comme celui qui a le privilège et la mission de transmettre les règles d'un art qui est une passion sociale de son époque, et qui « enseigne à travers la maîtrise des chevaux le gouvernement des hommes ». Entre l'écuyer et ses élèves s'établit un rapport de maître à élève, qui peut être basé sur la science ou sur l'« adhésion spirituelle ». Cette dimension spirituelle est importante d'après Patrice Franchet d'Espèrey, qui estime qu'un écuyer construit son identité à travers le cheval, mais aussi qu'il entreprend une « métamorphose de lui-même ».

## Principes
De grands principes généraux se retrouvent dans les écrits des écuyers, notamment la position gracieuse à cheval, la volonté d'obtenir de l'animal qu'il obéisse avec plaisir, la légèreté et le brillant. Victor Franconi décrit le travail de l'écuyer comme l'atteinte de l'idéal en équitation : « je crois que le beau idéal en équitation est de voir toute la vigueur, l'énergie, le brillant des allures de la haute école se déployer, s'agiter sous l’enveloppe calme et la main tranquille de l'écuyer ».
D'après Patrice Franchet d'Espèrey, le cavalier devient véritablement un écuyer lorsqu'il acquiert du tact, un « sentiment des mouvements du cheval et de ses contractions musculaires, d'ordre tactile ». Il insiste également sur la notion de transmission. Ainsi, l'équitation de tradition française s'est d'après lui perpétuée jusqu'à notre époque grâce à une chaîne de transmission ininterrompue depuis le XIXe siècle : Faverot de Kerbrecht fut le maître d'Étienne Beudant, lui-même maître de René Bacharach, lui-même maître de Patrice Franchet d'Espèrey.

## Histoire

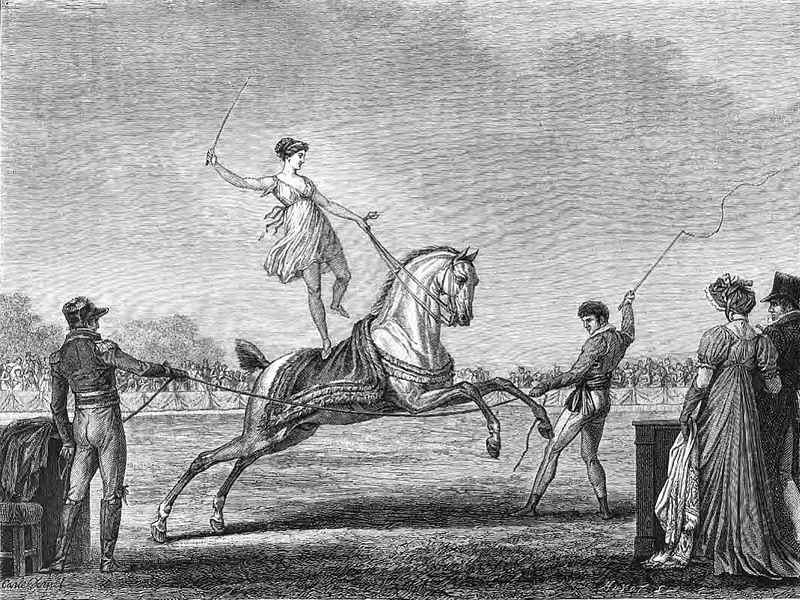
Exercices d'écuyère au cirque Franconi à l'époque du Consulat.

La notion d'écuyer remonte à la Renaissance, lorsque l'équitation se dissocie en deux recherches antagonistes, l'efficacité militaire et l'esthétique.

### Écuyers militaires

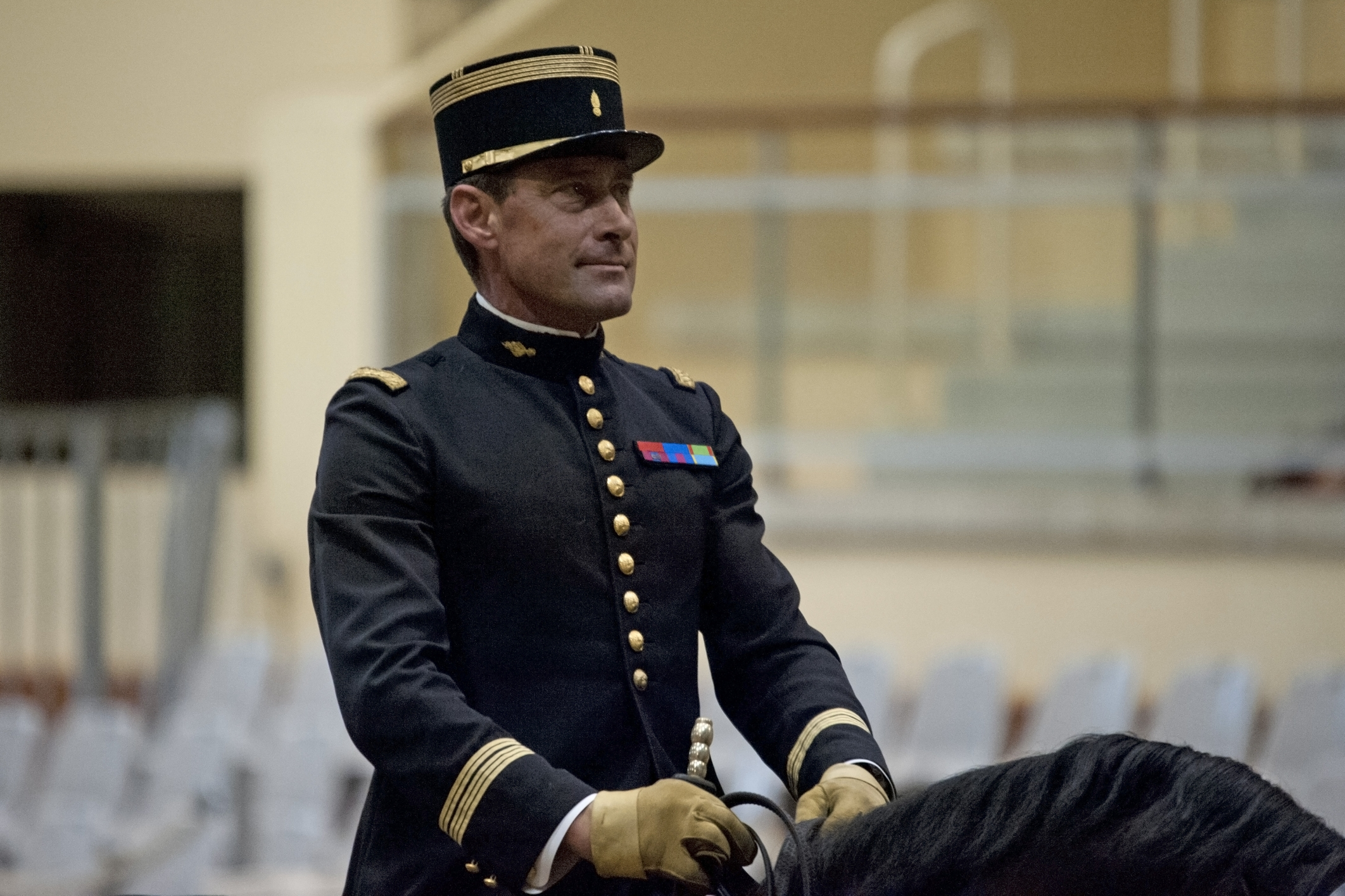
Le colonel Jean-Michel Faure, actuel écuyer en chef du Cadre noir.

Il existe encore quatre écoles européennes d'origine militaire formant des écuyers : le cadre noir de Saumur, l'école espagnole d'équitation, l'école royale andalouse d'art équestre et l'école portugaise d'art équestre.[réf. nécessaire]

### Écuyers de spectacle

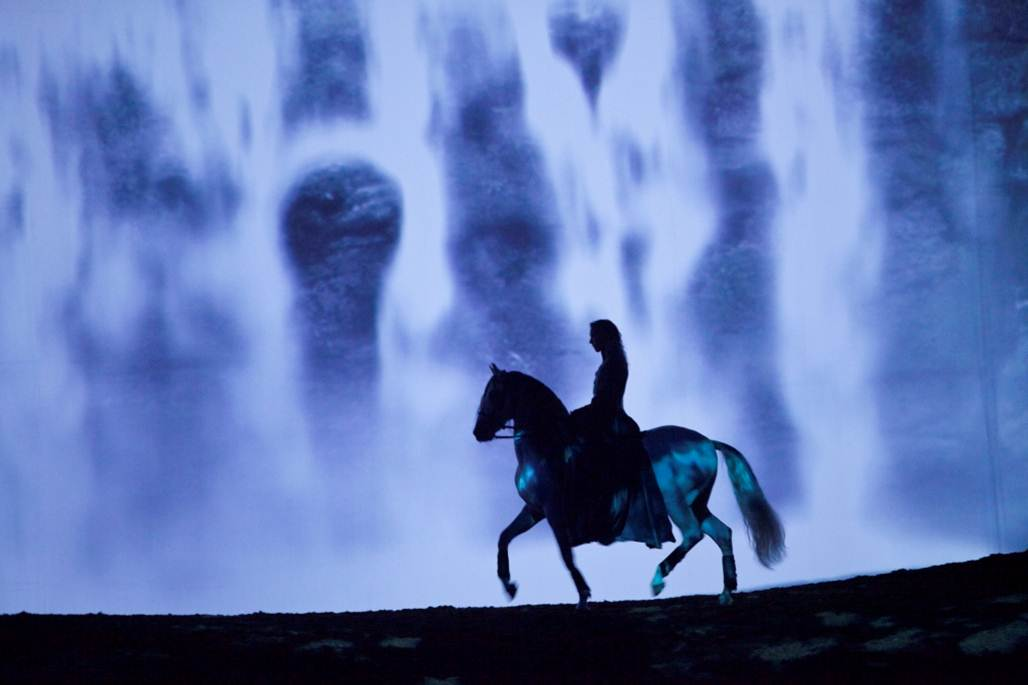
Écuyère de cirque de la troupe Cavalia

À la fin du XVIIIe siècle, les premiers cirques européens font appel à des écuyers pour qu'ils se produisent en spectacle, y compris à des personnes déjà célèbres dans le milieu militaire, comme François Baucher. Bien que l'écuyer soit associé à l'expression « homme de cheval », au XIXe siècle, de nombreuses écuyères s'expriment à travers ces spectacles de cirque et acquièrent une renommée considérable, au point de faire l'objet de nombreux articles dans la presse de l'époque et d'inspirer des artistes. Elles trouvent à travers le cirque une possibilité de s'affirmer dans un contexte où les femmes sont très diminuées socialement. La monte s'effectue en amazone. Certaines écuyères sont formées par d'anciens écuyers de la cour royale de Versailles. Les numéros de ces femmes sont si réputés qu'elles voyagent avec leurs chevaux toute l’Europe, jusqu'à Saint-Petersbourg.
Caroline Loyo est la première femme écuyère à présenter son cheval de haute école sur une piste de cirque, en 1833. Elle se produit au Cirque d'Hiver l'année suivante. L'Autrichienne Elisa Petzold devient la professeur particulière de l’impératrice Élisabeth d’Autriche. Dans les années 1840, les écuyères sont plus nombreuses que les écuyers dans le domaine du cirque. Assez vite, la forme du spectacle offert par ces femmes évolue vers la recherche de la grâce et la féminité, notamment à travers des numéros de voltige et de danse.